# Urolophus mitosis
Urolophus mitosis  (лат.) — вид рода уролофов семейства короткохвостых хвостоколов отряда хвостоколообразных. Является эндемиком северо-западного побережья Австралии. Встречается на глубине до 200 м. Грудные плавники этих скатов образуют ромбовидный диск, ширина которого превышает длину. Дорсальная поверхность диска пёстрая, окраска меняется от зелёного до красноватого. Между ноздрями имеется прямоугольная складка кожи. Тонкий хвост оканчивается листовидным хвостовым плавником, имеются латеральные складки кожи. Спинные плавники отсутствуют. В средней части хвостового стебля расположен зазубренный шип. Максимальная зарегистрированная длина 29 см. Размножается яйцеживорождением. Не является объектом целевого лова. В качестве прилова попадается при коммерческом промысле.

## Таксономия
Впервые вид был научно описан в 1987 году. Голотип представляет собой самца длиной 14,5 см, пойманного у берегов Западной Австралии (18°20′ ю. ш. 118°27′ в. д.) на глубине 202 м. Паратипы: самка длиной 16,5 см, самцы длиной 13—15 см, и неродившийся самец длиной 7,8 см, пойманные там же. Видовой эпитет происходит от слова др.-греч. µίτος — «нить» и обусловлен характерным узором, покрывающим диск скатов.  Наиболее близкородственным видом является Urolophus westraliensis.

## Ареал
Urolophus mitosis обитают на ограниченной территории у побережья Западной Австралии к северу от Порт-Хедленда. Эти донные рыбы встречаются внешнем крае континентального шельфа на глубине около 200 м.

## Описание
Широкие грудные плавники этих скатов сливаются с головой и образуют ромбовидный диск, ширина которого немного превышает длину. «Крылья» закруглены, передний край диска почти прямой, заострённое мясистое рыло образует тупой угол и слегка выступает за края диска. Позади крупных глаз расположены брызгальца в виде запятых. На заднем краю ноздрей имеется небольшая шишка, а между ноздрями пролегает кожный лоскут с мелкобахромчатой нижней кромкой, переходящей по краям в лопасти. Зубы с овальным основаниями выстроены в шахматном порядке. Рот довольно крупный. На дне ротовой полости имеются 3—4 пальцеобразных отростков, такие же отростки покрывают нижнюю челюсть. На вентральной стороне диска расположено 5 пар коротких жаберных щелей. Небольшие брюшные плавники закруглены. 
Длина тонкого хвоста составляет 85—104 % от длины диска. По обе стороны сплюснутого хвостового стебля пролегают складки кожи.  Хвост сужается и переходит в удлинённый ланцетовидный хвостовой плавник. На дорсальной поверхности хвоста в центральной части расположен зазубренный шип. Спинные плавники отсутствуют. Кожа лишена чешуи. Максимальная зарегистрированная длина 51 см. Окраска зеленоватого цвета, к краям диск становится красноватым. Диск украшен несколькими светло-голубыми пятнами, окружёнными и наполненными крошечными светлыми точками. Такой узор напоминает клетки в ходе митоза. Пятна отличаются по размеру, но распределены равномерно. Вентральная поверхность и хвост ровного светлого оттенка.

## Биология
Подобно прочим хвостоколообразным Urolophus mitosis размножаются яйцеживорождением. Вероятно, помёт немногочисленный. Самцы достигают половой зрелости при длине 25 см. 

## Взаимодействие с человеком
Эти скаты не являются объектом целевого лов. Интенсивный промысел в их ареале не ведётся. Международный союз охраны природы присвоил этому виду статус сохранности «Вызывающий наименьшие опасения». 